# ویتوریو مونتی
ویتوریو مونتی (ایتالیایی: Vittorio Monti; ۶ ژانویهٔ ۱۸۶۸ – ۲۰ ژوئن ۱۹۲۲) رهبر موسیقی، طراح رقص، و آهنگساز اهل پادشاهی ایتالیا بود. مشهورترین ساختهٔ او، چارداش است که حدود ۱۹۰۴ میلادی تصنیف کرد و تقریباً به‌وسیلهٔ هر ارکستر کولی اجرا می‌شود.

## زندگی‌نامه
مونتی در ناپل زاده شد. او آهنگسازی و نواختن ویولن را در هنرستان موسیقی سان پیترو در ماجلا فرا گرفت. حدود ۱۹۰۰ میلادی به‌عنوان رهبر ارکستر در ارکستر لامور پاریس گماشته شد. مونتی در پاریس چندین باله و اپرت را تصنیف کرد.